# Glenn Frey Live
Glenn Frey Live es un álbum en directo del músico estadounidense Glenn Frey, publicado por la compañía discográfica MCA Records en julio de 1993. 

## Lista de canciones
1. "Peaceful Easy Feeling" (Jack Tempchin) – 2:35
2. "New Kid in Town" (Frey, Don Henley, J.D. Souther) – 6:08
3. "The One You Love" (Frey, Tempchin) – 5:15
4. "Wild Mountain Thyme" (Francis McPeake) – 4:31
5. "Strange Weather" (Frey, Oliver, Tempchin) – 5:04
6. "I've Got Mine" (Frey, Tempchin) – 5:57
7. "Lyin' Eyes/Take It Easy" (Frey, Henley, Jackson Browne) – 5:55
8. "River of Dreams" (Frey, Tempchin) – 4:57
9. "True Love" (Frey, Tempchin) – 5:24
10. "Love in the 21st Century" (Frey, Danny Kortchmar, Tempchin) – 6:09
11. "Smuggler's Blues" (Frey, Tempchin) – 3:50
12. "The Heat Is On" (Harold Faltermeyer, Keith Forsey) – 4:30
13. "Heartache Tonight" (Frey, Henley, Bob Seger, Souther) – 6:03
14. "Desperado" (Henley, Frey) – 4:03

## Personal
- Glenn Frey - guitarra y voz.
- Martin Fera - batería.
- Bryan Garofalo - bajo.
- Al Garth - violín, saxofón.
- Danny Grenier - guitarra y coros.
- Darrell Leonard - trompeta.
- Chris Mostert - percusión, saxofón.
- Jay Oliver - teclados.
- Michito Sanchez - percusión.
- Barry Sarna - teclados.
- Duane Sciacqua - guitarra.
- Greg Smith - saxofón barítono.